# Louis Van den Berghe
Pour les articles homonymes, voir Van den Bergh.
Louis Van den Berghe fut le 29e abbé de Parc, de 1543 à sa mort en 1558, l'abbaye de Parc étant un monastère prémontré situé dans le Brabant flamand, en Belgique, près de Louvain, fondé en 1129 et toujours en activité.
Dans les années 1540, l'abbé Louis Van den Berghe apporte des transformations aux refuges de l'abbaye de Parc à Bruxelles et à Nivelles, fait agrandir le quartier abbatial, l'entoure d'une clôture, embellit l'abbatiale de tapisseries, de stalles en bois, renouvelle l'horloge de la tour et le carillon. Il renouvelle les fondements de la vie religieuse, explique l'obligation des vœux et de la règle. Il met un terme au principe de division entre les biens abbatiaux et conventuels.
L'abbé Louis Van den Berghe est un ami intime de l'empereur Charles Quint, conseiller à sa cour et favorablement écouté.
Il a des relations avec toutes les institutions ecclésiastiques du pays de Brabant, les représentant notamment aux États généraux à Bruxelles pour discuter sur le bien public de tous les Pays-Bas espagnols avec les députés d'autres provinces. En 1551, il devient receveur général pour financer les députés des Pays-Bas espagnols qui se rendent au concile de Trente.

## Parcours
Louis Van den Berghe naît à Louvain en 1495, d'une famille patricienne, de Godefroid, premier échevin, et de Catherine Vincke. Au monastère du Val-des-Lys à Malines, il est successivement profès vers 1516, prêtre en 1519, circateur en 1520, sous-prieur puis prieur en 1524, prévôt en 1528, puis nommé à la prélature de l'abbaye de Parc par lettres patentes de l'empereur Charles Quint, cela le 27 avril 1543 à l'âge de 50 ans,,.
Louis Van den Berghe meurt le 1er octobre 1558 au monastère du Val-des-Lys et est enterré dans le chœur de l'église de l'abbaye de Parc, du côté de l'épître du maître-autel,,.

## Abbatiat

### Architecture
En 1545, l'abbé Louis Van den Berghe fait rebâtir partiellement le refuge de l'abbaye de Parc à Bruxelles,.  
En 1548, il fait reconstruire le refuge de Parc à Nivelles,.  
Il fait agrandir par ailleurs le quartier abbatial et l'entoure d'une clôture en briques avec porte à créneaux,.
L'abbatiale bénéficie en outre d'importants embellissements, en particulier son chœur voit s'ériger en 1546 une tour pyramidale en pierres d'Avennes pour servir de tabernacle au Saint-Sacrement. En 1548, il enrichit le chœur de l'église de stalles en bois de chêne,.  
L'abbé Louis Van den Berghe enrichit l'abbatiale de tapisseries à personnages dont l'exécution est confiée à un brodeur bruxellois nommé Bloemen.
En 1545, il renouvelle entièrement l'horloge de la tour et le carillon.

### Affaires religieuses
L'abbé Louis Van den Berghe a amené une réforme jugée a posteriori parfaite. Il renouvelle ainsi les fondements de la vie religieuse, explique l'obligation des vœux et de la règle, donne aux religieux des précepts pour mener leur vie et leurs mœurs.
L'abbé Louis Van den Berghe met un terme au principe de division entre les biens abbatiaux et conventuels, principe ancien de plusieurs siècles et déjà pointé du doigt sous l'abbatiat du 22e abbé Henri van Overbeke, car des abus avaient été constatés. Il abroge ainsi le pécule.

### Affaires politiques

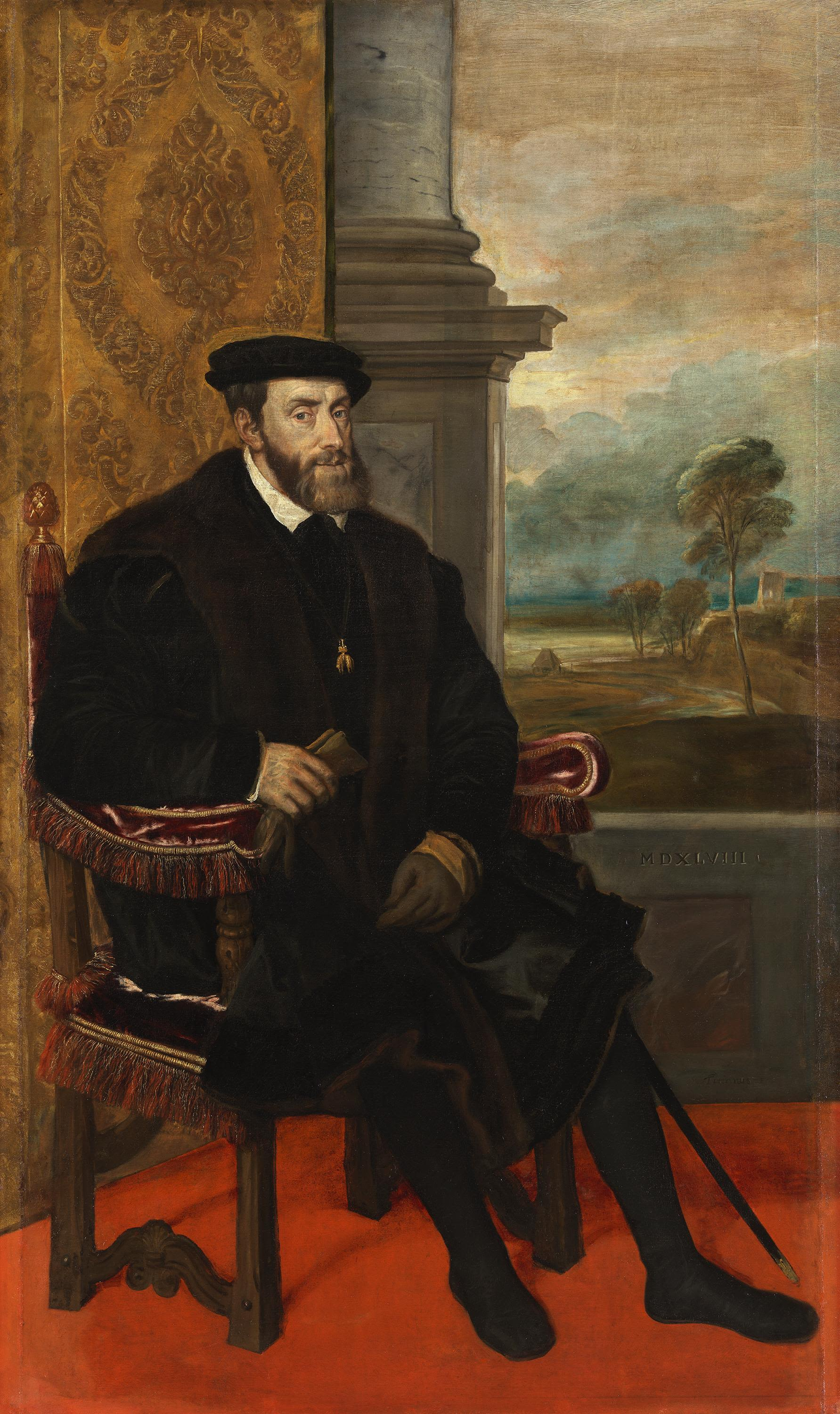
Portrait de Charles Quint.

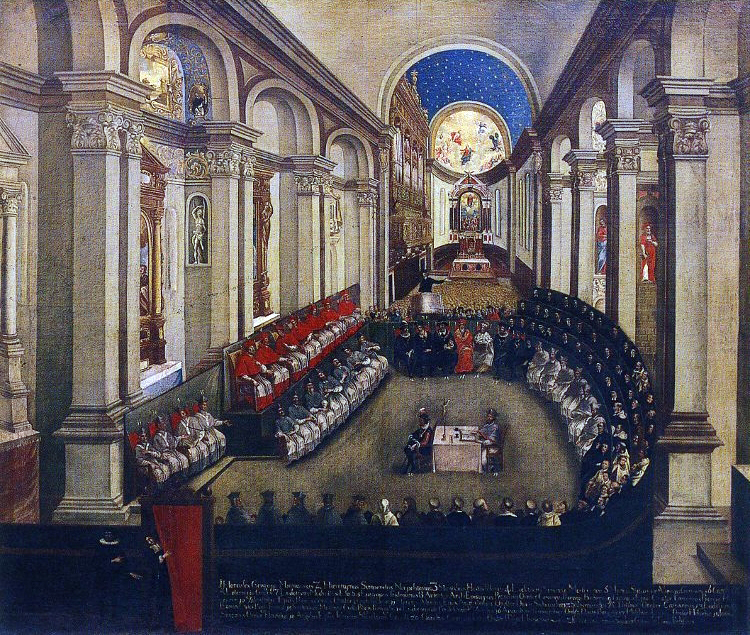
Réunion du concile de Trente à la basilique Sainte-Marie-Majeure.

L'abbé Louis Van den Berghe est un ami intime de l'empereur Charles Quint, et conseiller à sa cour, il est favorablement écouté, lui faisant plus d'une fois agréer ses conseils,.
En 1551, il est nommé à la fonction de receveur général des contributions ecclésiastiques pour l'entretien des théologiens des Pays-Bas espagnols au concile de Trente, qui poursuivent leurs travaux à la Basilique Sainte-Marie-Majeure,. Il a ainsi des relations avec les Pères de ces assises et avec toutes les institutions ecclésiastiques du pays, abbayes, monastères, chapîtres, etc, redevables de leurs quotes-parts dans les dépenses des députés,,.
L'abbé est choisi pour représenter l'État ecclésiastique du pays quand les États du Brabant ont député, à la demande du roi, en septembre 1557, certains membres de leur assemblée, afin de se réunir aux États généraux à Bruxelles, avec les députés d'autres provinces, pour discuter sur le bien public de toute la Belgique.

## Postérité

### Indication posthume
Dans son ouvrage cité plus bas, J.E. Jansen accompagne la chronologie de l'abbé Louis Van den Berghe d'une indication en latin le concernant et qu'un outil informatique traduit par : « Cher aux princes des Pays-Bas, la seule raison de sa prudence singulière est qu'il converse la plupart du temps à la cour de Bruxelles. »,.

### Portrait
Du fait des travaux de Pierre Boels, le portrait de l'abbé Louis Van den Berghe figurait sur plusieurs verrières : en l'église Sainte-Gertrude de Louvain accompagné de saint Jean dans l'île de Pathos, au chœur des églises des Augustins à Louvain, en l'église Notre-Dame du Val des Lys de Malines (Leliëndale), à Humbeek et à Winghe-Saint-Georges,.

### Armes de l'abbé
Le blason de l'abbé Louis Van den Berghe est emprunté à sa famille, blason reposant sur la cheminée du 1er salon de l'abbaye ainsi que sur le tableau des armes des abbés de Parc qui existe à l'abbaye. Le blasonnement correspondant est : « d'or à trois pals d'azur chargé en chef d'un lion naissant d'argent, la queue fourchue et passée en sautoir, armé, lampassé et couronné d'or. », avec une devise associée identique à celle de l'abbaye de Parc : « Ne quid nimis »,.
Les ornements extérieurs des armes de cet abbé auraient pu être ceux des Prémontrés, mais il s'avère que les abbés flamands d'avant la Révolution française utilisaient des ornements extérieurs spécifiques accompagnant leur blason.
Les armes de l'abbé Louis Van den Berghe peuvent être comparées directement à celles des autres abbés en consultant l'armorial des abbés de Parc.

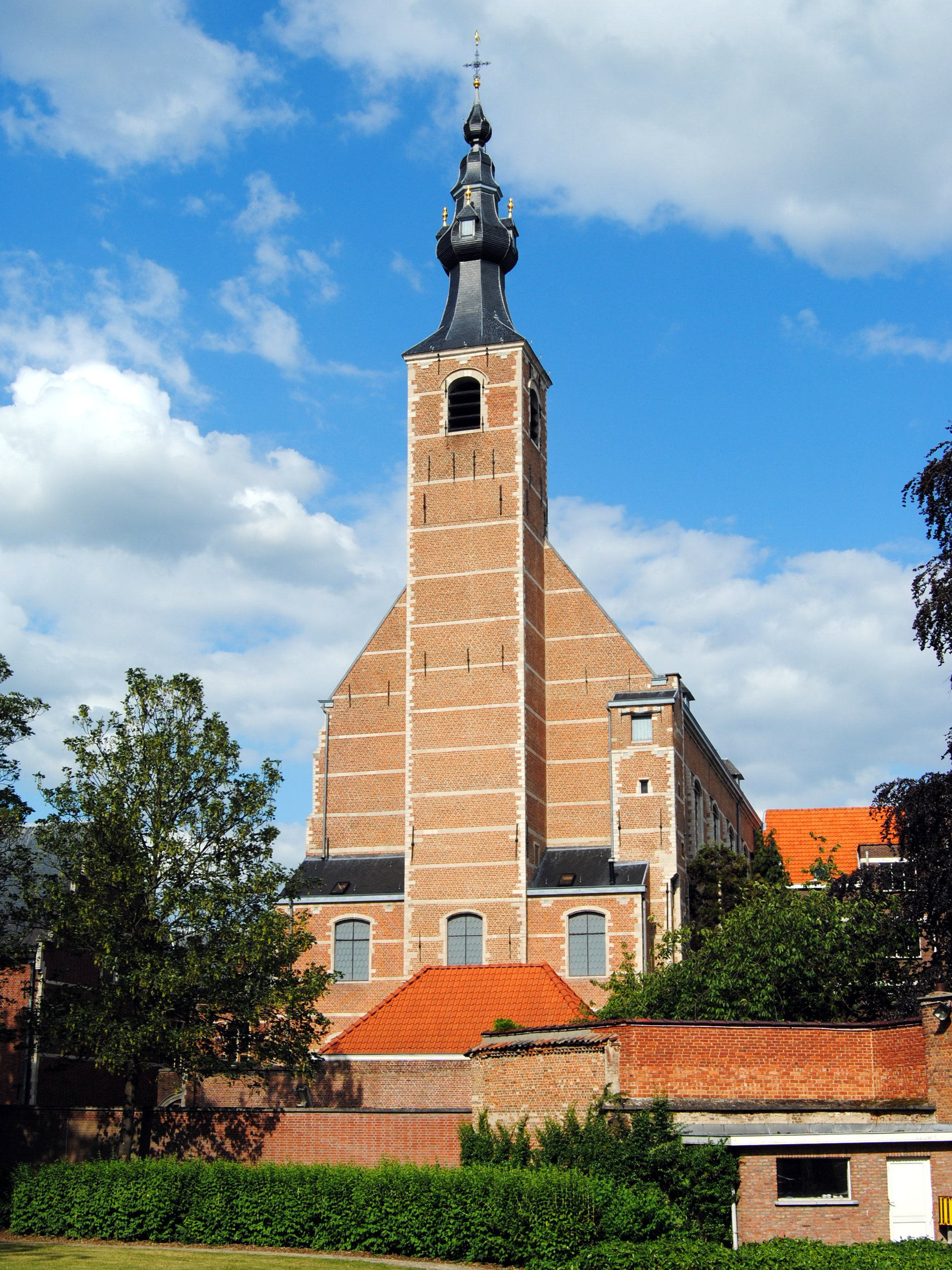
Église Notre-Dame du Val des Lys.
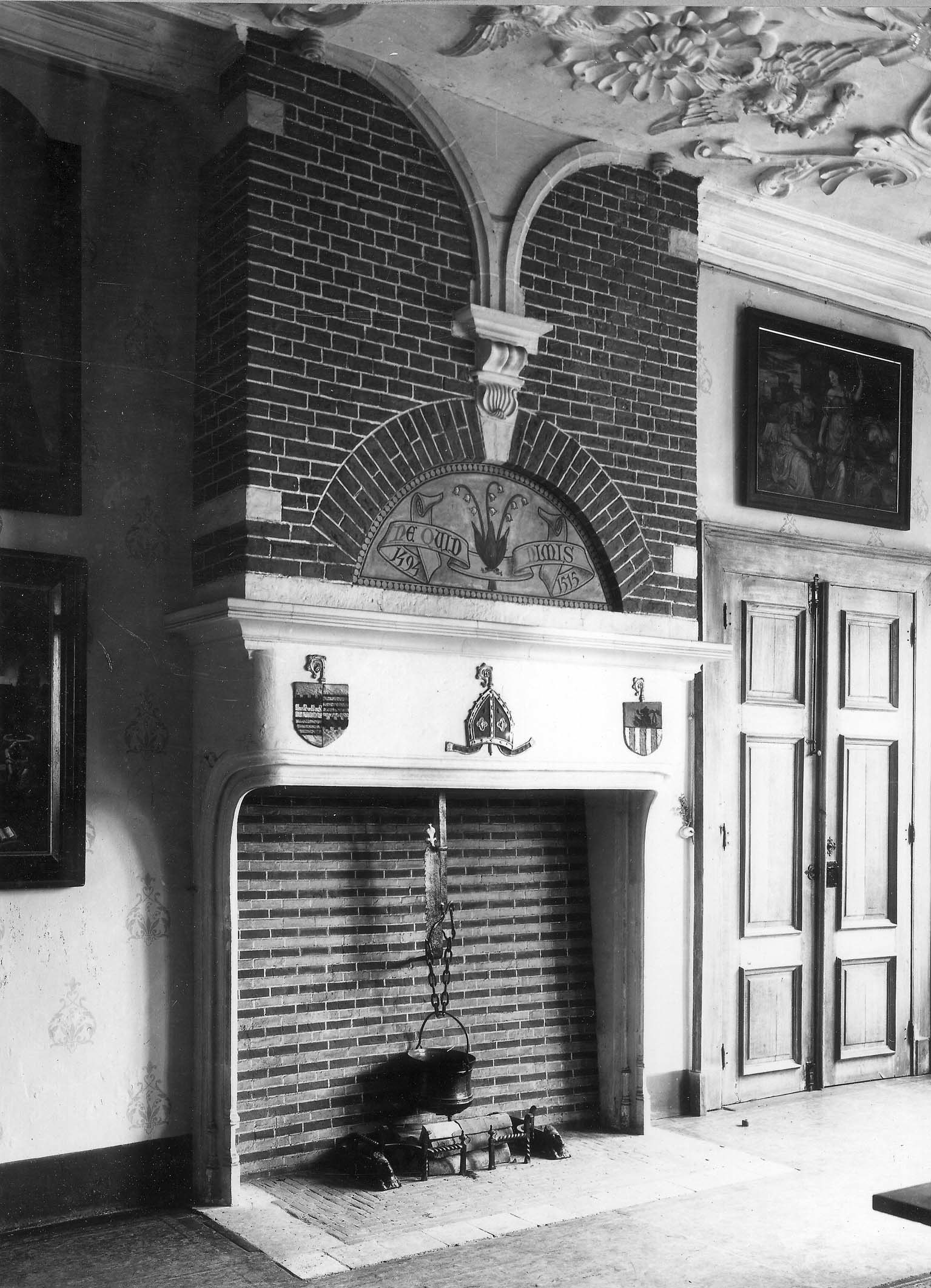
Blason de l'abbé Louis Van den Berghe, à droite sur la cheminée de la salle des prélats.
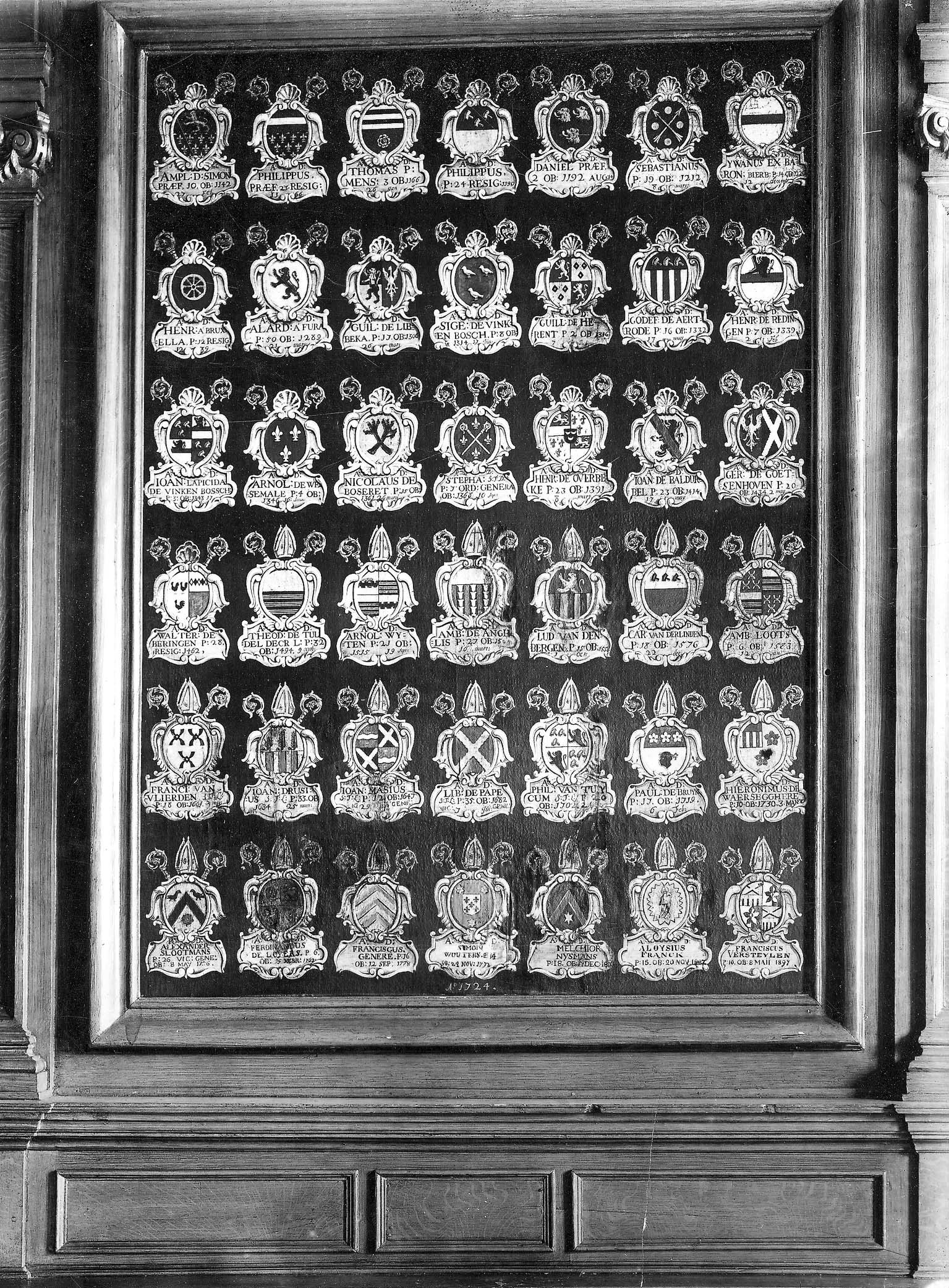
Tableau des armes des abbés de Parc (1724).
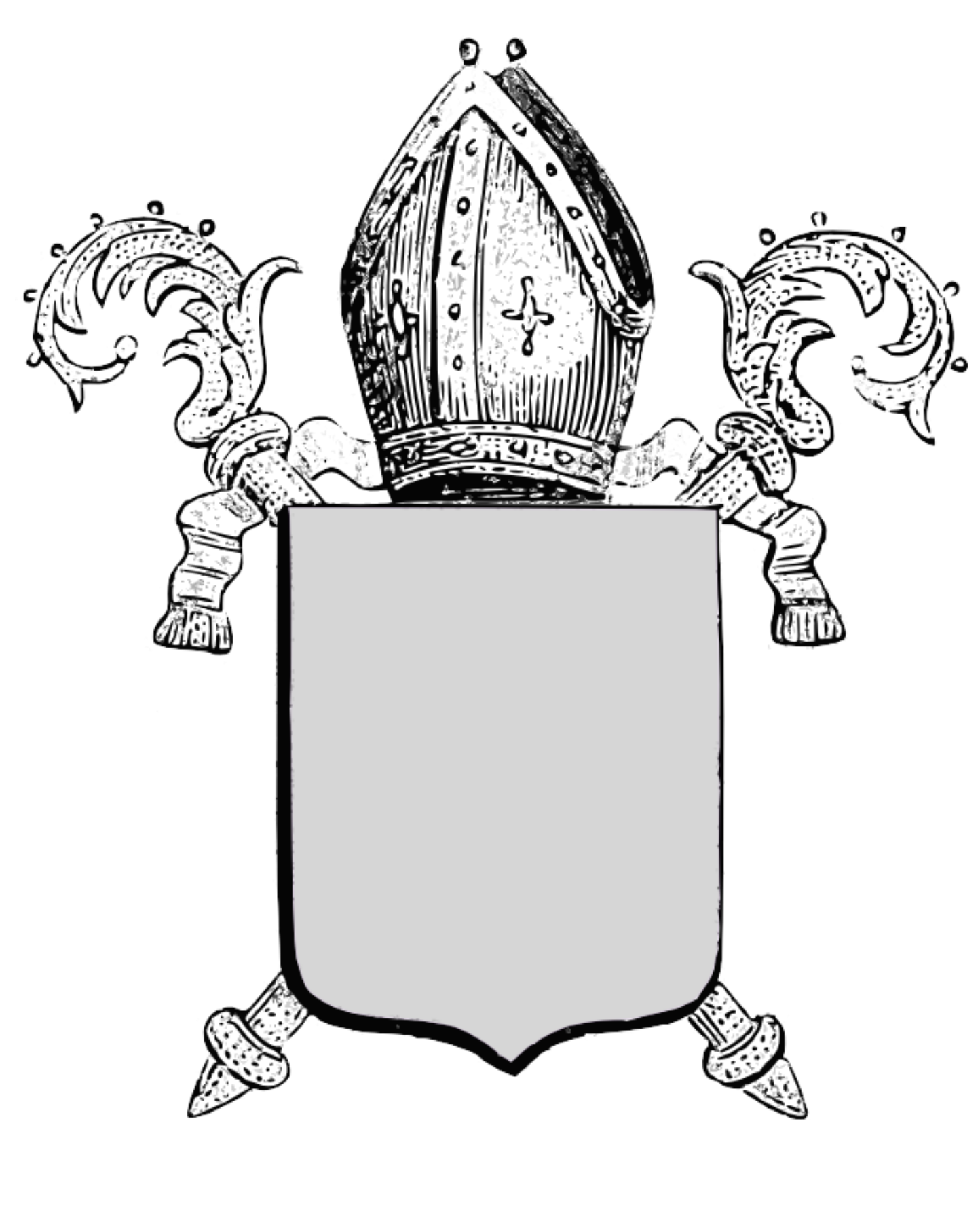
Ornements extérieurs des abbés flamands d'avant la Révolution française.